# Hallonbergen (Stockholms tunnelbana)
Hallonbergen ist eine unterirdische Station der Stockholmer U-Bahn. Sie befindet sich im Stadtteil Hallonbergen in der Gemeinde Sundbyberg. Die Station wird von der Blå linjen des Stockholmer U-Bahn-Systems bedient. Sie gehört zu den eher mäßig frequentierten Stationen des U-Bahn-Netzes. An einem normalen Werktag steigen 7.350 Pendler hier zu.
Die Station wurde am 31. August 1975 in Betrieb genommen, als der erste Abschnitt der Blå linjen zwischen T-Centralen und Hjulsta eröffnet wurde. Die Bahnsteige befinden sich ca. 28 Meter unter der Erde. Kurz nach der Station in Richtung Kista führt ein zweiter Tunnel in Richtung Westen zur Station Rissne. Die Blå linjen führte von 1977 bis 1985 über Hallonbergen weiter bis nach Hjulsta. Seit 1985 wird dieser Ast aber von der Linie T11 bedient, welche sich nach der Station Västra Skogen von der jetzigen Linie trennt. Die Station liegt zwischen den Stationen Näckrosen und Kista. Bis zum Stockholmer Hauptbahnhof sind es etwa acht Kilometer.
Zwischen der Station und der nächsten Station Kista befindet sich der „Geisterbahnhof“ Kymlinge, an denen die Bahnen nur vorbeifahren.